# محمود شیخ‌حسنی
محمود شیخ‌حسنی (زادهٔ ۱۳۴۳) سرتیپ ارتش جمهوری اسلامی ایران است، که هم‌اکنون به‌عنوان معاون آموزش و تربیت ستاد کل نیروهای مسلح فعالیت می‌کند.
وی فعالیت نظامی را از سال‌های نخست جنگ ایران و عراق به‌عنوان نیروی داوطلب در بسیج آغاز کرد، در سال ۱۳۶۲ به استخدام ارتش درآمد و پس از فارغ‌التحصیلی از دانشکده افسری نیروی زمینی، مراتب فرماندهی را در لشکر ۲۳ تکاور طی نمود. او پس از جنگ به حفاظت اطلاعات ارتش منتقل شد.
شیخ‌حسنی از ۱۳۸۵ تا ۱۳۹۰ فرماندهی دانشگاه علوم و فنون هوایی شهید ستاری را برعهده داشت، در فاصله سال‌های ۱۳۹۰ تا ۱۳۹۶ به‌عنوان جانشین معاون امور بسیج و فرهنگ دفاعی ستاد کل نیروهای مسلح فعالیت می‌کرد، از ۱۳۹۶ تا ۱۳۹۸ معاون هماهنگ‌کننده و رئیس ستاد وزارت دفاع و پشتیبانی نیروهای مسلح بود و از ۱۳۹۸ تا ۱۴۰۲ ریاست اداره بازرسی و ایمنی ستاد کل نیروهای مسلح را برعهده داشت.

## آرم‌ها
| آرم‌های سینه             |                       |
| چتربازی درجه ۳          | هیئت معارف جنگ        |
| دانشگاه فرماندهی و ستاد | دانشگاه عالی دفاع ملی |
| آجا                     |                       |

| آرم‌های بازو          |
| ستاد کل نیروهای مسلح |

### نوار نشان‌ها
|              |  |            |
|              |  | دوره دکتری |
| دوره تخصصی   |  |            |
| دوره سرپرستی |  |            |
|              |  |            |

### نام نشان‌ها
| نشان ایثار             | نشان ورزش              | نشان دانش              |
| دوره کارشناسی          | دوره کارشناسی ارشد     | دوره دکتری             |
| دوره تخصصی             | دوره دافوس             | دوره علوم استراتژیک    |
| دوره سرپرستی           | دوره مقدماتی           | دوره عالی              |
| دوره سوم دانشگاه افسری | دوره دوم دانشگاه افسری | دوره اول دانشگاه افسری |